# Henrich Kurtha
Henrich Kurtha (14. října 1958 – 11. července 1981) byl slovenský silniční motocyklový závodník. Zemřel po havárii při závodě na německém Sachsenringu.

## Závodní kariéra
Závodil ve třídě do 250 cm³ na motocyklu Yamaha. V mistrovství republiky skončil nejlépe celkovém šestém místě v roce 1980. Jeho nejlepším výsledkem v jednotlivém závodě mistrovství republiky je 3. místo v Kopčanech v roce 1980. V roce 1980 se stal mistrem Slovenska ve třídě do 250 cm³.

## Úspěchy
- Mistrovství Československa silničních motocyklů – celková klasifikace
  - 1978 do 250 cm³ – 22. místo – Yamaha
  - 1979 do 250 cm³ – 13. místo – Yamaha
  - 1980 do 250 cm³ – 6. místo – Yamaha